# Google可编程搜索引擎
Google可编程搜索引擎（英語：Google Programmable Search Engine）（曾被命名为Google自訂搜尋引擎（英語：Google Custom Search）和Google Co-op）是在Google搜索的基础上经过改进，根据用户需要排列搜索结果的搜索方式。Google于2006年10月23日推出该服务。